# 川村駅 (熊本県)
川村駅（かわむらえき）は、熊本県球磨郡相良村大字柳瀬にあるくま川鉄道湯前線の駅である。駅番号は3。

## 歴史
- 1953年（昭和28年）7月15日：日本国有鉄道の駅として開業[1]。
- 1987年（昭和62年）4月1日：国鉄分割民営化に伴い九州旅客鉄道（JR九州）の駅となる[1]。
- 1989年（平成元年）10月1日：第3セクター転換により、くま川鉄道の駅となる[1]。
- 2009年（平成21年）4月1日：命名権による副名称「ラフティングストーンズ川村駅」が付される。
- 2014年（平成26年）12月19日：待合所が登録有形文化財に登録される[2]。

## 駅構造
単式1面1線で4両が停車できる短いホームを持つ地上駅。無人駅で待合室があり、公衆電話がホーム上にある。トイレは設置されていない。

## 利用状況
| 1日乗降人員推移 | 1日乗降人員推移 |
| 年度            | 1日平均人数     |
| --------------- | --------------- |
| 2011年          | 4               |
| 2012年          | 4               |
| 2013年          | 4               |
| 2014年          | 4               |
| 2015年          | 3               |
| 2016年          | 3               |
| 2017年          | 4               |
| 2018年          | 5               |

## 駅周辺

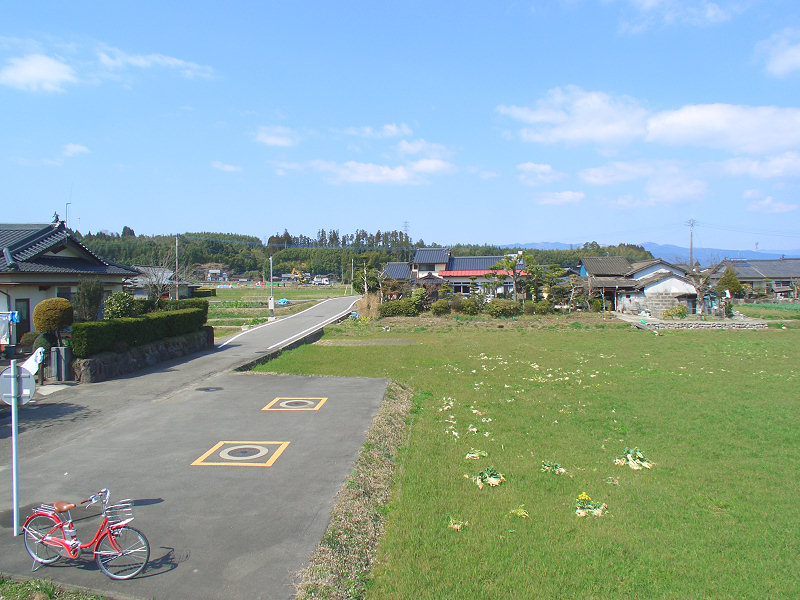
駅前（2007年3月）

田園地帯で集落が点在しているが商店等はない。北へ約200m程の道路上には産交バスの川村駅入口バス停がある。また、当駅の東側で川辺川と球磨川が合流している。
- 十島菅原神社
- 専徳寺
- チェリーゴルフ人吉コース
- 球磨川
- 川辺川

## 名誉駅長
2015年、観光列車「田園シンフォニー」運行開始にあわせ、相良村内に住む93歳（当時）の女性が当駅の名誉駅長に就任。同列車の利用者に相良茶などを振舞う「おもてなしべっぴん隊」の一員として活動していた。この女性は2017年11月4日に95歳で死去した。

## 隣の駅
くま川鉄道
■湯前線
相良藩願成寺駅（2） - 川村駅（3） - 肥後西村駅（4）